# Masters of the Universe: Super Adventure
Masters of the Universe: Super Adventure ist ein Computerspiel von Adventure Soft aus dem Jahre 1986 auf Basis der Action-Figuren-Reihe Masters of the Universe. Nach dem Ende des Intellivision und Mattel Electronics 1984 wurden 1986 Masters-of-the-Universe-Spiele für die Heimcomputer veröffentlicht, deren großer Erfolg den Zusammenbruch des Heimkonsolenmarktes in den Jahren 1983 und 1984 ausgelöst hatte. Den Anfang machte Super Adventure, bei dem es sich, wie der Titel nahelegt, um ein klassisches Adventure handelte, das noch per Parser, also der Eingabe von Text über die Tastatur, gesteuert wurde. Da Mattel sich vollständig vom Videospielemarkt zurückgezogen hatte, wurde Super Adventure von Adventure Soft entwickelt und von U.S. Gold vertrieben.

## Handlung
In der Rolle von He-Man gilt es erneut Skeletor daran zu hindern, die Macht über Eternia an sich zu reißen. Diesem ist es gelungen, mittels einer Maschine eine Armee von Steinfressern zu schaffen, die sich durch die Mauern von Castle Grayskull fressen können.

## Kritik
In Ausgabe 4/87 des Spielemagazins Aktueller Software Markt wird die Hintergrundgeschichte als unfreiwillig komisch beschrieben. Das Spiel rage nicht aus der Masse der Durchschnitts-Adventures heraus und sei normaler Scott-Adams-Adventure-Alltag. Von anderen Adventures unterscheidet sich Super Adventure dadurch, dass manche Situationen nur durch den Einsatz von Gewalt zu lösen waren. Das Vokabular des Parsers sei annehmbar, aber nicht berauschend. Einzig die Möglichkeit, Handlungen rückgängig machen zu können sowie die Speicherfunktion werden positiv erwähnt. Allerdings würden diese Vorteile durch einen langsamen Bildaufbau getrübt.